# بنیامینا-گیوات آدا
بنیامینا-گیوات آدا (به لاتین: Binyamina-Giv'at Ada) یک منطقهٔ مسکونی در اسرائیل است که در استان حیفا واقع شده‌است.